# Ти-Мобайл Арена
Ти-Мобайл Арена (англ. T-Mobile Arena) — крытая многофункциональная арена расположенная на Лас-Вегас-Стрип в Парадайсе, штат Невада. Арена предназначена для проведения спортивных и культурно-массовых мероприятий. 
В начале 2016 года Телекоммуникационная компания T-Mobile купила права на название арены в Лас-Вегасе, сроком на 10 лет и общей стоимостью в $60 млн. Официальное открытие арены состоялось 6 апреля 2016 года, на котором выступали The Killers, Уэйн Ньютон и другие. С 2017 года свои домашние матчи проводит хоккейная команда «Вегас Голден Найтс», которая начала свои выступления в Национальной хоккейной лиге (НХЛ) с сезона 2017/2018.
26 августа 2017 года на арене прошёл бой Флойд Мэйвезер — Конор Макгрегор.
Первый свой матч на арене «Вегас Голден Найтс» провёл 10 октября 2017 года против «Аризоны Койотис» на котором присутствовал 18 191 зритель, что на 4,7 % превышает официальную максимальную вместительность арены на хоккейных матчах. 30 мая 2018 года во втором матче финала Кубка Стэнли 2018, против «Вашингтон Кэпиталз» был установлен рекорд посещаемости арены на хоккейных матчах. Всего на игре присутствовало 18 702 зрителя.
5 февраля 2022 года арена впервые приняла матч всех звёзд НХЛ.